# Isabel Casimiro
Isabel Maria Cortesão Casimiro (sinh ngày 14 tháng 1 năm 1955) là một nhà xã hội học người Mozambique, nhà hoạt động vì quyền phụ nữ và là một cựu chính trị gia. Bà là giáo sư tại Trung tâm nghiên cứu châu Phi, Đại học Eduardo Mondlane ở Maputo, Mozambique. Bà là một nhà hoạt động vì nữ quyền, và đồng thời là người sáng lập Fórum Mulher và Women and Law in Southern Africa Research and Education Trust. Bà là thành viên của Quốc hội FRELIMO từ năm 1995 đến 1999.

## Những năm đầu
Isabel Maria Casimiro sinh ngày 14 tháng 1 năm 1955 tại Iapala, một ngôi làng nhỏ ở tỉnh Nampula, trên bờ biển phía đông bắc của Mozambique. Cha bà là một bác sĩ y khoa có trụ sở tại nhà ga đường sắt ở Iapala. Cha mẹ bà đã chuyển đến Mozambique vào năm 1952, vì họ là thành viên của Đảng Cộng sản Bồ Đào Nha, đã bị chính phủ tuyên bố là bất hợp pháp, vì vậy họ đã bị "lưu đày" một cách hiệu quả là một trong những thuộc địa hải ngoại của Bồ Đào Nha.

## Nghề nghiệp
Từ năm 1995 đến 1999 Casimiro là một thành viên của Quốc hội, đại diện cho FRELIMO (Mặt trận Giải phóng Mozambique).
Casimiro là người sáng lập và chủ tịch từ năm 2006 đến 2015, của Fórum Mulher.
Casimiro là người sáng lập và là điều phối viên quốc gia đầu tiên của Phụ nữ và Pháp luật ở Nam Phi Nghiên cứu và Giáo dục (WLSA), có trụ sở tại Mozambique, và kể từ năm 2015, bà là chủ tịch hội đồng Mozambique của WLSA.
Casimiro là giáo sư xã hội học tại Trung tâm nghiên cứu châu Phi, Đại học Eduardo Mondlane ở Maputo, nơi bà chuyên nghiên cứu về phụ nữ và nhân quyền, phong trào nữ quyền, vấn đề phát triển và dân chủ có sự tham gia.